# Platydasys
Callopistria là một chi bướm đêm thuộc họ Noctuidae.